# Костров, Сергей Ильич
Сергей Ильич Костров (1885, Оренбург — после 1922) — штабс-капитан царской армии, полковник Белого движения, временный командующий Троицким отрядом, обер-квартирмейстер штаба отдельного Оренбургского корпуса (1921), Георгиевский кавалер (1916).

## Биография
Сергей Костров родился в 1885 году в Оренбурге в семье полковника артиллерии. Сергей окончил Оренбургский Неплюевский кадетский корпус, а затем поступил в столичное Павловское военное училище, из которого выпустился в 1905 году. Впоследствии он закончил гимнастическо-фехтовальную школу в Петрограде и, с сентября 1917 года, стал студентом третьей очереди Академии Генерального штаба — в марте 1918 перешёл в старший класс Академии. Отмечалось, что он владел французским языком.
Костров проживал в Ташкенте; по состоянию на 1916 год он имел чин штабс-капитана. Затем Сергей Ильич стал капитаном (на 1918 год), а в период Гражданской войны, в 1919, и капитаном Генштаба. В мае того же, 1919, года получил от Верховного правителя адмирала А. В. Колчака чин подполковника, а к 1921 году являлся уже полковником. До 1914 года Сергей Костров служил младшим офицером во второй батарее 4-го Туркестанского стрелкового артиллерийского дивизиона. Одновременно он являлся инструктором военно-фехтовальной школы при штабе Туркестанского военного округа.

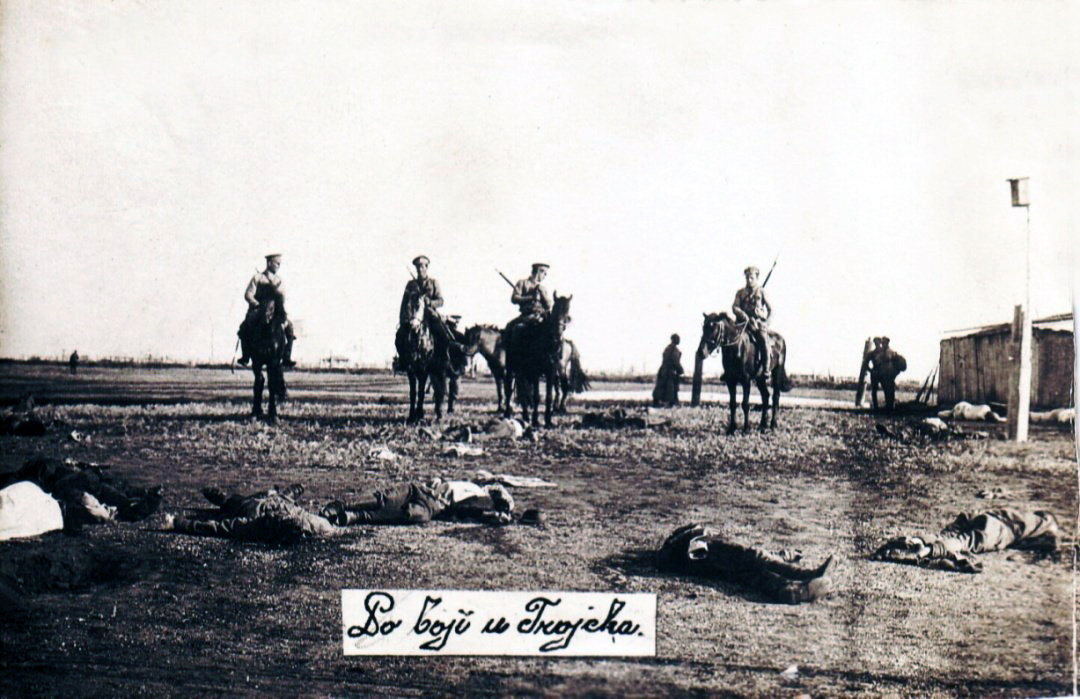
Белые части после взятия Троицка

К началу Первой мировой войны Сергей Ильич стал командиром второй батареи 4-го дивизиона, с которой был отправлен на Кавказский фронт. Затем он возглавил 2-й лёгкий стрелковый дивизион 5-й стрелковой артиллерийской бригады. Был командирован в распоряжении начальника штаба Кавказского фронта. В 1918 году Костров выехал в Оренбург навесить мать, но, в связи с началом Гражданской войны, остался на малой родине. С июня примкнул к антибольшевистским силам — в белых войсках Восточного фронта.

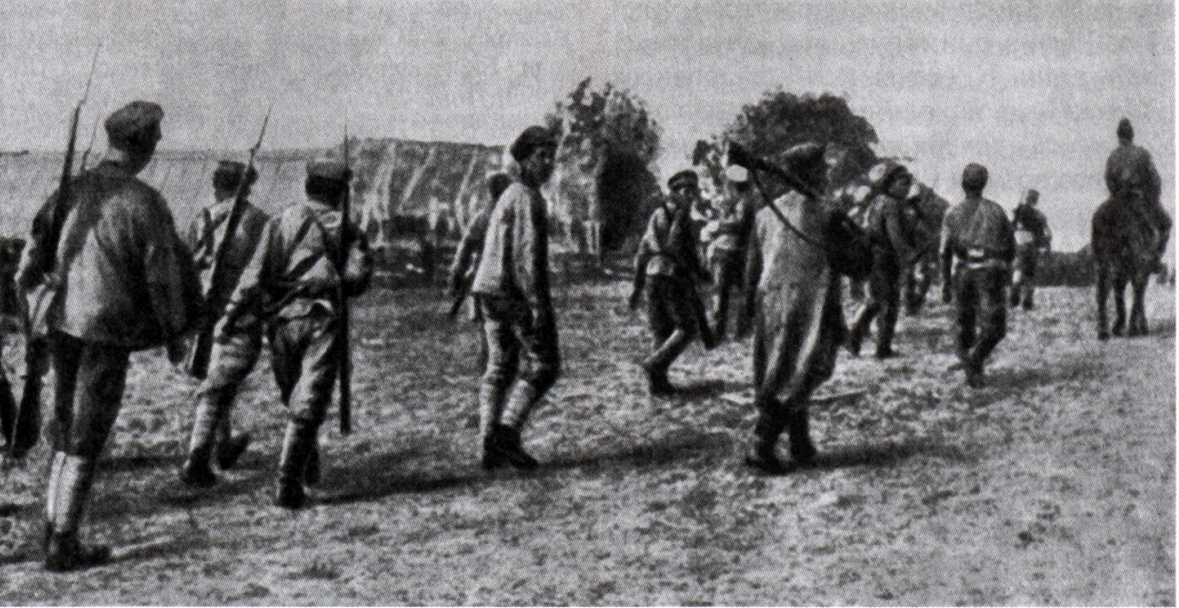
Отступление войск Колчака в 1919 году

С октября 1918 года Костров оказался в управлении генерал-квартирмейстера Юго-Западной Армии. В 1919 году он исполнял должность начальника оперативного отделения Оренбургской отдельной армии; в мае временно исполнял обязанности генерал-квартирмейстера штаба армии. После этого стал начальником штаба Троицкого отряда Белой армии и даже временно командовал этим отрядом. В 1921 году атаман А. И. Дутов назначил Сергея Ильича главой штаба отряда генерала А. С. Бакича — в эту должность Костров не вступил, поскольку Бакич отказался подчиняться приказу Дутову.
В том же, 1921, году Сергей Костров стал обер-квартирмейстером штаба отдельного Оренбургского корпуса. В самом конце года добровольно сдался в плен монгольским частям, после чего содержался в иркутской тюрьме. В мае 1922 года он был осуждён в Новониколаевске Военной коллегией Сибирского отделения Верховного трибунала ВЦИК к условному лишению свободы, сроком на три года, с содержанием под стражей — за то, «что [совместно с Бакичем, Смольниным-Тервандом, Кирхманом и другими] представляя из себя штаб Отдельного Оренбургского Корпуса, действовавшего в 1919 году против Красной Армии на территории Оренбургской губернии и Киркрая, ушли в начале 1920 года во главе этого корпуса, численностью около 16 тысяч человек на Китайскую территорию с целью сохранить себя, как военно-боевую организацию, для дальнейшей борьбы с Советской властью». По состоянию на ноябрь 1922 года Сергей Ильич Костров отбывал свой срок в Новониколаевске.

## Награды
- Орден Святой Анны 2 степени (1919)
- Орден Святого Георгия 4 степени (1916)[1][2]

## Семья
По состоянию на 1922 год Сергей Костров был холост, имел двух сестёр и являлся родственником войскового старшины П. Е. Чулакова.